# エタ・ジョーンズ

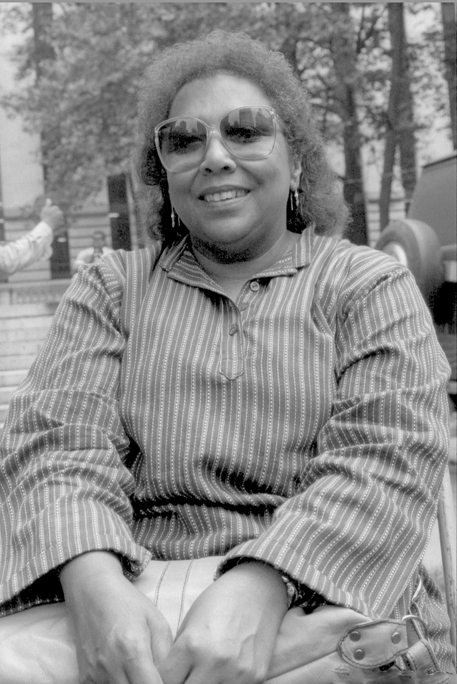
エタ・ジョーンズ（1984年）

エタ・ジョーンズ（Etta Jones、1928年11月25日 - 2001年10月16日）は、アメリカのジャズ歌手。最も有名な録音は「Don't Go to Strangers」と「Save Your Love for Me」である。彼女は、バディ・ジョンソン、オリヴァー・ネルソン、アール・ハインズ、バーニー・ビガード、ジーン・アモンズ、ケニー・バレル、ミルト・ジャクソン、シダー・ウォルトン、ヒューストン・パーソンと共演した。

## 略歴
ジョーンズはサウスカロライナ州エイキンで生まれ、ニューヨークのハーレムで育った。まだ10代だった彼女は、レコードには収録されなかったが、バディ・ジョンソンのバンドのツアーに参加。彼女の最初にレコーディングされた楽曲群「Salty Papa Blues」「Evil Gal Blues」「Blow Top Blues」「Long, Long Journey」は、1944年にレナード・フェザーのプロデュースにより、クラリネット奏者のバーニー・ビガードとテナー・サックス奏者のジョージー・オールドのグループにメンバーとして加わってのものだった。1947年、彼女はRCAビクター・レコード在籍していたレオン・レネの「I Sold My Heart to the Junkman」の初期カバー・バージョンを録音してリリースした（かつてはレネのエクスクルーシヴ・レーベルにおいてベイシン・ストリート・ボーイズによりリリースされていた）。彼女は1949年から1952年までアール・ハインズ・セクステットと共演した。
ジョーンズはオリヴァー・ネルソンなどの著名な編曲家や、フランク・ウェス、ロイ・ヘインズ、ジーン・アモンズなどのジャズ・スターと共演したプレスティッジでのレコーディングに続き、テナー・サックス奏者のヒューストン・パーソンと30年以上にわたる音楽的パートナーシップを結び、対等な役割を果たした。またパーソンは、ジョニー・ハモンド・スミスのバンドで2人が出会って以来、彼女のアルバムをプロデュースし、マネージャーを務めた。
エタ・ジョーンズは、何よりもプレスティッジでのレコーディングで記憶に残されていると思われるが、パーソン（誤ってジョーンズの夫と認識されることも多い）との緊密な仕事上の関係は、彼女の人生の最後の20年間が並外れた生産性で特徴づけられることを保証するものとなった。1976年からミューズでレコーディングを開始し、後にミューズはその名称をハイノートへと変更した。パーソンは彼女のマネージャーとなり、音楽プロデューサーにして伴奏者となり、そのパートナーシップは2001年に彼女が亡くなるまで続いた。
彼女のレコーディングのうち、プレスティッジ・レコードからのデビュー・アルバム『ドント・ゴー・トゥ・ストレンジャーズ』(1960年)だけが、100万枚以上の売り上げとなり商業的な成功を収めた。しかし、プレスティッジからのその後の7枚のアルバムと、1976年以降のミューズ・レコードおよびハイノート・レコードにおけるレコーディングは、彼女の熱心なファンを確保した。彼女はグラミー賞に3回ノミネートされている。それは、1960年のアルバム『ドント・ゴー・トゥ・ストレンジャーズ』、1981年のアルバム『セイヴ・ユア・ラヴ・フォー・ミー』、そして1998年の『My Buddy』（最初の雇用主であるバディ・ジョンソンに捧げた作品）である。2008年には、アルバム『ドント・ゴー・トゥ・ストレンジャーズ』がグラミーの殿堂入りを果たした。1996年、彼女はジャズ・ボーカリストへのトリビュート・アルバム『The Melody Lingers On』をハイノート・レーベルにてレコーディングした。ジョーンズの最後の録音はビリー・ホリデイへのトリビュートであり、ジョーンズが亡くなった日にリリースされた。
彼女はニューヨーク州マウントバーノンにて癌のため72歳で亡くなった。夫のジョン・メドロックと孫娘が後に残された。

## ディスコグラフィ

### リーダー・アルバム
- The Jones Girl...Etta...Sings, Sings, Sings (1958年、King)
- 『ドント・ゴー・トゥ・ストレンジャーズ』 - Don't Go to Strangers (1960年、Prestige)
- 『サムシング・ナイス』 - Something Nice (1961年、Prestige)
- So Warm: Etta Jones and Strings (1961年、Prestige)
- From the Heart (1962年、Prestige)
- Lonely and Blue (1962年、Prestige)
- Love Shout (1963年、Prestige)
- Hollar! (1963年、Prestige)
- Soul Summit Vol. 2 (1963年、Prestige)
- Jonah Jones Swings, Etta Jones Sings (1964年、Crown)
- 『エタ・ジョーンズ・シングス・ウィズ・ジュニア・マンス&ケニー・バレル』 - Etta Jones Sings (1965年、Roulette)
- Etta Jones '75 (1975年、20th Century/Westbound)
- Ms. Jones to You (1976年、Muse)
- My Mother's Eyes (1978年、Muse)
- If You Could See Me Now (1979年、Muse)
- 『セイヴ・ユア・ラヴ・フォー・ミー』 - Save Your Love for Me (1981年、Muse)
- Love Me with All Your Heart (1984年、Muse)
- 『ファイン・アンド・メロー』 - Fine and Mellow (1987年、Muse)
- I'll Be Seeing You (1988年、Muse)
- 『シュガー』 - Sugar (1990年、Muse)
- 『クリスマス・ウィズ・エッタ・ジョーンズ』 - Christmas with Etta Jones (1990年、Muse)
- Reverse the Charges (1992年、Muse)
- 『ナイト・イン・六本木』 - A Night in Roppongi (1994年、Allart) ※1990年録音 with ヒューストン・パーソン
- At Last (1995年、Muse)
- My Gentleman Friend (1996年、Muse)
- The Melody Lingers On (1996年、HighNote)
- My Buddy: Etta Jones Sings the Songs of Buddy Johnson (1997年、HighNote)
- Some of My Best Friends Are...Singers (1998年、Telarc) ※with レイ・ブラウン
- All the Way (1999年、HighNote)
- Together at Christmas (2000年、HighNote)
- Easy Living (2000年、HighNote)
- Etta Jones Sings Lady Day (2001年、HighNote)
- Don't Misunderstand: Live in New York (2007年、HighNote) ※with ヒューストン・パーソン[10]
- The Way We Were: Live in Concert (2011年、HighNote) ※with ヒューストン・パーソン
- 『ア・ソウルフル・サンデイ ライヴ・アット・ザ・レフト・バンク』 - A Soulful Sunday: Live At The Left Bank Featuring The Cedar Walton Trio (2018年、Reel To Real) ※with シダー・ウォルトン

### 参加アルバム
ヒューストン・パーソン
- The Real Thing (1973年、Eastbound)
- The Lion and His Pride (1994年、Muse)
- Christmas with Houston Person and Friends (1994年、Muse)
- Together at Christmas (2000年、HighNote)